# Euphorbia ammophila
Euphorbia ammophila là một loài thực vật có hoa trong họ Đại kích. Loài này được S.Carter & Dioli mô tả khoa học đầu tiên năm 2005.